# Récsei János
Récsei János (Debrecen, 1754. augusztus 2. – Érbogyoszló, 1836. április 15.) magyar református pap, esperes, alapítványtevő.

## Életpályája
Debrecenben, majd 1782–1787 között Utrechti Egyetemen tanult. 1787-től Tiszaderzsen, 1792–1810 között Székelyhídon, 1814–1836 között Érbogyoszlón volt pap. 1821-ben 17000 forintos alapítványával megalapította a Debreceni Református Kollégiumban az első magyar irodalmi tanszéket. 
A nemzeti nyelvű művelődés és irodalom pártfogója volt. Magyar irodalmi, történelmi kiadványokban gazdag könyvtárát a debreceni kollégiumra hagyta.